# Le Calice d'argent
Pour plus de détails, voir Fiche technique et Distribution.
Le Calice d’argent (The Silver Chalice) est un film américain, réalisé par Victor Saville, sorti sur les écrans en 1954.

## Synopsis
L’histoire porte sur un jeune sculpteur (Paul Newman) qui cisèle un calice d’argent destiné à recevoir la coupe où Jésus but le soir de la Cène.

## Fiche technique
- Titre original : The Silver Chalice
- Titre français : Le Calice d’argent
- Réalisation : Victor Saville
- Scénario : Lesser Samuels d'après une roman de Thomas B. Costain
- Production : Victor Saville
- Société de production :  Victor Saville Productions
- Société de distribution : Warner Bros. Pictures
- Photographie : William V. Skall Cinemascope.
- Musique : Franz Waxman
- Direction artistique : Boris Leven
- Costumes : Marjorie Best et Rolf Gerard
- Pays d’origine : États-Unis
- Genre : Aventures bibliques
- Format : Couleurs (Warnercolor) - 35 mm - 2,55:1 - 4-Track Stereo/Mono (RCA Sound System)
- Durée : 142 minutes
- Dates de sortie : 
  - États-Unis : 20 décembre 1954
  - France : 24 juin 1955
- Affiches : Bill Gold (États-Unis), René Péron (France)

## Distribution
- Virginia Mayo (VF : Claire Guibert) : Helena
- Pier Angeli (VF : Nelly Benedetti) : Deborra
- Jack Palance (VF : Claude Péran) : Simon le Magicien
- Paul Newman (VF : René Arrieu) : Basil. Il s'agit en l'occurrence du premier rôle de l'interessé dans un film de cinéma.
- Walter Hampden : Joseph
- Joseph Wiseman (VF : Pierre Gay) : Mijamin
- Alexander Scourby (VF : Raymond Loyer) : Luc
- Lorne Greene (VF : Claude Bertrand) : Pierre
- David J. Stewart : Adam
- Natalie Wood : Helena enfant
- Albert Dekker (VF : Pierre Morin) : Kester
- Herbert Rudley (VF : Roger Rudel) : Linus
- Michael Pate (VF : René Blancard) : Aaron Ben Joseph
- Philip Tonge : Ohad
- E. G. Marshall (VF : Jean-Henri Chambois) : Ignatius
- Ian Wolfe (VF : Camille Guerini) : Theron
- Walter Kingson (VF : Roland Menard) : le narrateur
- Paul Dubov (VF : Claude Bertrand) : Jabez, le magistrat romain
- Mel Welles (VF : Pierre Leproux) : Marcos
- Donald Randolph (VF : Gérard Ferrat) : Selech
- Robert Middleton (VF : Jean Clarieux) : Idbash
- Michael Pate (VF : Rene Blancard) : Aaron Ben Joseph
- Pier Angeli (VF : Nelly Benedetti) : Deborra
- Jacques Aubuchon (VF : Serge Nadaud) : Neron
- Terence de Marney (VF : René Blancard) : Sosthene, l'orfèvre qui a acheté Basil à Linus
- Beryl Machin (VF : Lita Recio) : Eulalia, fa femme de Sosthene

Acteurs non crédités
- Hy Anzell : Serviteur dans la cour de Joseph
- David Bond : Chamelier
- Peter Brocco, Arthur Space : Surveillants de stand
- Fred Kelsey  : Orfèvre
- Strother Martin : Père